# Cléo de Verberena
Jacira Martins Silveira (sinh khoảng năm 1909 - mất ngày 6 tháng 10 năm 1972), hay còn được biết đến với nghệ danh là Cléo de Verberena, là nữ diễn viên và đạo diễn phim điện ảnh người Brasil. Bà được công chúng coi là người phụ nữ đầu tiên làm công việc đạo diễn cho phim điện ảnh. Tác phẩm phim năm 1931 có tiêu đề O Mistério do Dominó Preto là phim mà bà vừa diễn xuất cũng như tham gia vào quá trình sản xuất.

## Cuộc đời và sự nghiệp
Jacira Martins Silveira sinh khoảng năm 1909 tại thành phố Amparo. Vào năm 15 tuổi bà chuyển đến sống tại São Paulo với mục đích hoàn thành việc học tập của mình. Tại đây, bà bắt đầu tham gia biểu diễn trong nhà hát kịch thành phố Teatro Central. Cũng từ thời điểm này, bà có niềm cảm hứng với điện ảnh và diễn xuất. Những đạo diễn yêu thích của bà là Von Stronheim và Fred Niblo, trong khi nữ diễn viên yêu thích của bà là Greta Garbo.
Tại một bữa tiệc, Jacira gặp César Melani, chồng của bà sau này. Năm 1930, cả hai khai trương trường quay Épica Films, nằm tại quận Perdizes ở São Paulo. Jacira lấy nghệ danh là "Cléo de Verberena", trong khi chồng bà, ông Melani lấy tên "Laes Mac Reni".
Sau khi Melani qua đời, Cléo bán trường quay và rời bỏ ngành phim ảnh. Sau đó một thời gian, bà kết hôn với lãnh sự người Chile tên Francisco Landestoy Saint Jean. Hai người chuyển đến định cư ở Chile rồi sau đó là Anh Quốc. Francisco mất năm 1953. Cléo quay trở lại Brasil cùng với con trai.
Ngày 6 tháng 10 năm 1972, Cléo qua đời tại São Paulo.